# Споменици културе у општини Жагубица
Следи списак споменика културе у општини Жагубица:
| ИД      | Слика                                         | Назив                                         | Адреса  | Координате                                     | Место                | Градска општина | Општина  | Надлежни завод |
| ------- | --------------------------------------------- | --------------------------------------------- | ------- | ---------------------------------------------- | -------------------- | --------------- | -------- | -------------- |
| СК 543  | Тршка црква                                   | Тршка црква                                   |         | 44.227089°N 21.748572°E / 44.227089, 21.748572 | Милатовац (Жагубица) |                 | Жагубица | СМЕДЕРЕВО      |
| СК 569  | Манастир Горњак код Крепољина                 | Манастир Горњак код Крепољина                 |         | 44.265893°N 21.543619°E / 44.265893, 21.543619 | Крепољин             |                 | Жагубица | СМЕДЕРЕВО      |
| СК 615  | Црква Свете Тројице у Жагубици                | Црква Свете Тројице у Жагубици                | Тиршова | 44.198074°N 21.78534°E / 44.198074, 21.78534   | Жагубица             |                 | Жагубица | СМЕДЕРЕВО      |
| СК 825  | Стара кућа Здравка Стојадиновића у Јошаници   | Стара кућа Здравка Стојадиновића у Јошаници   |         | 44.279314°N 21.711031°E / 44.279314, 21.711031 | Јошаница (Жагубица)  |                 | Жагубица | СМЕДЕРЕВО      |
| СК 826  | Стара кућа Ненада Стојадиновића у Милатовцу   | Стара кућа Ненада Стојадиновића у Милатовцу   |         | 44.256204°N 21.765626°E / 44.256204, 21.765626 | Милатовац (Жагубица) |                 | Жагубица | СМЕДЕРЕВО      |
| СК 1715 | Зграда механе у Лазници                       | Зграда механе у Лазници                       |         | 44.241156°N 21.808073°E / 44.241156, 21.808073 | Лазница              |                 | Жагубица | СМЕДЕРЕВО      |
| СК 1720 | Родна кућа народног хероја Јована Шербановића | Родна кућа народног хероја Јована Шербановића |         | 44.241079°N 21.808031°E / 44.241079, 21.808031 | Лазница              |                 | Жагубица | СМЕДЕРЕВО      |
| СК 2023 | Кућа Радоја Глигоријевића у Рибарима          | Кућа Радоја Глигоријевића у Рибарима          |         | 44.235314°N 21.67158°E / 44.235314, 21.67158   | Рибаре (Жагубица)    |                 | Жагубица | СМЕДЕРЕВО      |